# Vicia nipponia
Vicia nipponia är en ärtväxtart som beskrevs av Jinzô Matsumura. Vicia nipponia ingår i släktet vickrar, och familjen ärtväxter. Inga underarter finns listade i Catalogue of Life.